# پادشاهی آلبا لونگا
آلبا لونگا (به لاتین: Alba Longa) نام یک دولت-شهر باستانی در شبه‌جزیره ایتالیا بود. این شهر در زمان سلطنت تولوس هوستیلیوس، سومین پادشاه روم، پس از سال ۶۷۳ قبل از میلاد ویران گردید. مکان آن ناشناخته است.

## افسانه
بر طبق گفتهٔ دیونوسیوس هالیکارناسی، ناحیهٔ آلبا لونگا در بادی امر از سوی سیکول‌ها مسکون شده بعد که آبوریگین‌ها اینان را از آن اراضی راندند خود به همان صورت در آنجا زیستند تا آنکه تروایی‌های پناهنده بدانجا پا گذاردند. از امتزاج این دو خلق لاتین‌ها پدید آمدند.
بر طبق افسانه‌ها شهر آلبا لونگا سی سال پس از تأسیس لاوینیوم توسط آسکانیوس (یا یولوس) بنا گردید، کسی که پسر آینیاس بود. تیتوس لیویوس نقل می‌کند که از تأسیس لاورنتوم تا بنای آلبا لونگا حدود سی سال سپری شده، و وجه تسمیهٔ این شهر بخاطر موقعیت جغرافیایی‌اش بود که بر روی برآمدگی کوه آلبا گسترانده‌شده‌بود. از حیث تاریخی، پیدایش آلبا در حوالی نیمهٔ سدهٔ دوازدهم قبل از میلاد رخ داده، یعنی چند سالی پس از ویرانی تروآ که بر پایه گفتهٔ باستان‌شناسان در ۱۱۸۴ قبل از میلاد رخ داده‌است.
از آسکانیوس یک خط وراثت از پادشاهان پدیدار شد که از آنان تنها اسامی‌شان را می‌دانیم تا اینکه نومیتور و آمولیوس، فرزندان پروکا، سر می‌رسند. در زمان آنان سلطهٔ آلبا تا رود تیبر بسط می‌یابد. جانشین قانونی پروکا همانا نومیتور بود امّا او از سوی برادر خود آمولیوس، که اریکه سلطنت را غصب کرد، کنار زده شد. یک نبوت پیشگویی کرده‌بود که آمولیوس از سوی یکی از نوادگان نومیتور برکنار خواهد شد. برای همین آمولیوس رئا سیلویا، تنها دخت نومیتور، را وادار کرد یک وستال شده سوگند باکره ماندن بخورد تا اینچنین نومیتور دارای اخلاف مشروعی نشود. با اینحال بر طبق افسانه‌ها رئا سیلویا از سوی مارس، ایزد جنگ، حامله گشته دوقلوهایی به نام رموس و رمولوس زائید. آمولیوس امر فرمود دوقلوها در آب رود انداخته شده غرقه شوند. امّا مجریان فرمان آن دو نوزاد را با سهل‌انگاری در آب تیبر صرفاً رها کردند و ماده گرگی موسوم به لوپا آن دو را یافته شیر داد و چوپانی فاوستولوس نام هم بعداً نوزادان را به بیت خود برده تا سنین بلوغ پرورش‌شان می‌دهد. بعد که رومولوس و رموس رشد کرده بالغ شدند پی به اصل و نسب خود برده با سازمان دادن شورشی آمولیوس را از تخت به زیر کشانده، مقتولش ساخته، اریکهٔ سلطنت را به جد خود نومیتور بازگردانده از او اجازه گرفتند شهری جدید از برای خود تأسیس کنند. سپس رومولوس برادرش رموس را کُشت، و شهری تأسیس کرد که نامش را از او گرفت: رم.
با بسط قدرت روم تحت سلطنت تولوس هوستیلیوس (در حدود نیمهٔ سده هفتم قبل از میلاد) دو دولت شهر روم و آلبا در برابر یکدیگر صف‌آرایی کردند امّا قرار شد به‌جای نزاع مستقیم دو سپاه، سرنوشت نبرد را (به پیشنهاد پادشاه آلبا مِتیوس فوفِتیوس) با یک دوئل میان سه برادر رومی (هوراتی‌ها) با سه برادر آلبانی (کوریاتی‌ها) مشخص کنند و هر که پیروز شد در آینده از اتحاد و کمک نظامی طرف مغلوب برخوردار گردد. برادران هوریاتِ رومی دوئل مزبور را پیروز شدند و، در نتیجه، پادشاهی آلبا لونگا متعهد شد در موقع جنگ نیرو و کمک نظامی جهت رومیان بفرستد. بعدها، جنگی میان روم با دو دولت‌شهر همسایه، فیدنات‌ها و وئی‌ها، حادث شد که در آن متیوس فوفتیوس (که متعهد شده و سوگند خورده‌بود سپاه روم را یاری دهد) خیانت کرده، در جنگ کمکی به رومیان نکرد. بعد که رومیان جنگ مزبور را بدون یاری آلبا لونگا پیروز شدند تولوس هوستیلیوسْ متیوس را بخاطر خیانتش مجازات کرده کُشت، بعد شهر آلبا لونگا را با خاک یکسان نموده اهالی آن را اجباراً به رم کوچانده و بر روی تپه کایلیوس اسکان داد، بدین ترتیب روم پرجمعیت‌تر و بزرگ‌تر شد. پس از آن شهر آلبا لونگا هرگز از نو برنخواست.